# Tiouli
Tiouli (en àrab تيولي, Tīwlī; en amazic ⵜⵉⵡⵍⵉ) és una comuna rural de la província de Jerada, a la regió de L'Oriental, al Marroc. Segons el cens de 2014 tenia una població total de 5.194 persones.